# Auxilium Pallacanestro Torino 2015-2016
Questa voce raccoglie le informazioni riguardanti la Auxilium Pallacanestro Torino nelle competizioni ufficiali della stagione  2015-2016.

## Stagione
L'Auxilium Torino nel 2015-16 gioca per la sedicesima volta nella massima categoria del basket italiano.
Per la composizione del roster si decise di optare per la formula con 5 giocatori stranieri senza vincoli. Tuttavia a febbraio venne cambiata scelta, decidendo di passare alla formula con 7 giocatori stranieri di cui massimo 3 non appartenenti a Paesi appartenenti alla FIBA Europe o alla convenzione di Cotonou.
All'indomani della conquista della serie A della PMS Torino, durante la serata per la festa promozione il presidente Antonio Forni ha annunciato la rinascita del nome Auxilium Pallacanestro Torino, e la collaborazione con il Cus Torino. Questa partnership prende il nome di Auxilium CUS Torino. Della defunta PMS Torino rimane buona parte della squadra che ha vinto la Serie A2: vengono confermati quattro italiani (Stefano Mancinelli, Guido Rosselli, Jacopo Giachetti e Tommaso Fantoni) e l'americano Ian Miller. Il primo innesto è il lungo nigeriano Ndudi Ebi proveniente dalla Virtus Roma. Il primo americano ingaggiato è invece Dawan Robinson fresco vincitore del titolo in Germania, che, con il giovane Bruno Mascolo già nella stagione precedente in maglia gialloblù, completa il pacchetto delle guardie. I restanti due americani sono il giovane rookie Andre Dawkins, solo omonimo del Darryl Dawkins che a fine anni ottanta aveva trascinato Torino dalla Serie A2 ai quarti del play off scudetto, e il pivot D.J. White.
Prima dell'inizio della stagione, un infortunio a White costringe la società a ritornare sul mercato con l'ingaggio, con un contratto fino al 15 dicembre, del giocatore bulgaro Dejan Ivanov.

## Sponsor
Title sponsor: Manital
Sponsor tecnico: Spalding

## Precampionato
Il raduno è fissato per il 17 agosto 2015.
| Torino 29 agosto 2015, ore 18:00 Amichevole | Auxilium Torino | 70 – 73 (20-23, 7-18, 23-20) referto | Derthona Basket | PalaRuffini |

| Porto San Giorgio 4 settembre 2015, ore 19:30 Memorial Baldoni semifinale | Auxilium Torino | 65 – 77 (29-21, 44-40, 56-52) referto | N.B. Brindisi | PalaSavelli |

| Porto San Giorgio 5 settembre 2015, ore 18:00 Memorial Baldoni finale 3º Posto | Auxilium Torino | 58 – 78 (17-13, 28-37, 36-55) referto | Vanoli Cremona | PalaSavelli |

| Voghera 12 settembre 2015, ore 19:15 Memorial Ghisolfi semifinale | Auxilium Torino | 66 – 62 (19-11, 35-26, 54-50) referto | Scaligera Verona | PalaOltrepò |

| Voghera 13 settembre 2015 Memorial Ghisolfi finale | Auxilium Torino | 78 – 66 (20-11, 42-31, 62-48) referto | Derthona Basket | PalaOltrepò |

| Pavia 16 settembre 2015, ore 20:45 Memorial Di Bella finale | Auxilium Torino | 62 – 64 (10-15, 25-31, 37-47) referto | Pall. Cantù | PalaRavizza |

| Lucca 19 settembre 2015, ore 18:00 Trofeo Lovari semifinale | Auxilium Torino | 81 – 95 (18-26, 46-47, 62-77) referto | Virtus Bologna | Palatagliate |

| Lucca 20 settembre 2015, ore 18:00 Trofeo Lovari finale 3º Posto | Auxilium Torino | 81 – 61 (15-12, 38-37, 61-51) referto | Mens Sana Siena | Palatagliate |

| Livorno 25 settembre 2015, ore 21:15 Torneo Labronica semifinale | Auxilium Torino | 83 – 81 (24-12, 51-34, 74-56) referto | Pistoia Basket | Modigliani Forum |

| Livorno 26 settembre 2015, ore 20:15 Torneo Labronica finale | Auxilium Torino | 54 – 98 (22-29, 36-54, 46-80) referto | Aquila Trento | Modigliani Forum |

## Roster
|    | Naz.                                          | Ruolo | Sportivo           | Anno | Alt. | Peso | Note |
| -- | --------------------------------------------- | ----- | ------------------ | ---- | ---- | ---- | ---- |
| 2  | Stati Uniti (bandiera)                        | PG    | Jerome Dyson       | 1987 | 191  | 82   |      |
| 3  | Stati Uniti (bandiera)                        | AC    | D.J. White         | 1986 | 206  | 114  |      |
| 4  | Bulgaria (bandiera)                           | AC    | Dejan Ivanov       | 1986 | 204  | 103  |      |
| 5  | Italia (bandiera)                             | PG    | Jacopo Giachetti   | 1983 | 190  | 85   |      |
| 6  | Italia (bandiera)                             | AG    | Stefano Mancinelli | 1983 | 203  | 102  |      |
| 7  | Italia (bandiera)                             | AP    | Guido Rosselli     | 1983 | 198  | 105  |      |
| 8  | Italia (bandiera)                             | C     | Tommaso Fantoni    | 1985 | 204  | 110  |      |
| 9  | Suriname (bandiera) · Paesi Bassi (bandiera)  | P     | Charlon Kloof      | 1990 | 191  | 88   |      |
| 10 | Stati Uniti (bandiera)                        | P     | Dawan Robinson     | 1982 | 191  | 88   |      |
| 14 | Italia (bandiera)                             | PG    | Bruno Mascolo      | 1996 | 190  | 79   |      |
| 24 | Stati Uniti (bandiera)                        | G     | Andre Dawkins      | 1991 | 196  | 98   |      |
| 31 | RD del Congo (bandiera)                       | AP    | Christian Eyenga   | 1989 | 201  | 95   |      |
| 43 | Australia (bandiera) · Regno Unito (bandiera) | G     | Chris Goulding     | 1988 | 192  | 92   |      |
| 44 | Stati Uniti (bandiera)                        | G     | Ian Miller         | 1991 | 190  | 84   |      |
| 53 | Nigeria (bandiera) · Regno Unito (bandiera)   | AC    | Ndudi Ebi          | 1984 | 207  | 105  |      |
|    | Slovenia (bandiera)                           | C     | Robert Vujanic     | 1996 | 203  |      |      |

### Under 20
|   | Naz.              | Ruolo | Sportivo          | Anno | Alt. | Peso | Note |
| - | ----------------- | ----- | ----------------- | ---- | ---- | ---- | ---- |
| - | Italia (bandiera) | P     | Giovanni Blotto   | 1996 | 181  |      | (G)  |
| - | Italia (bandiera) | C     | Riccardo Crespi   | 1997 | 208  |      | (G)  |
| - | Italia (bandiera) | G     | Simone Orsini     | 1996 | 196  |      | (G)  |
| - | Italia (bandiera) | A     | Enrico Pappalardo | 1998 | 198  |      | (G)  |
| - | Italia (bandiera) | G     | Marco Bottiglieri | 1998 | 187  |      | (G)  |
| - | Italia (bandiera) | G     | Manuel Di Matteo  | 1996 | 190  |      | (G)  |

Legenda
 = Capitano
(G) = tesserati per il Cus Torino (Serie B)
 = Infortunato

### Staff tecnico
- Allenatore:  Francesco Vitucci (dal 14 dicembre)
 Luca Bechi (fino al 14 dicembre)
- Vice Allenatore:  Stefano Comazzi
- Aiuto Allenatore:  Michele Siragusa
- Preparatore Atletico:  Luigi Talamanca
- Aiuto Preparatore Fisico:  Simone Delli Guanti

### Staff dirigenziale e medico
- Presidente: Antonio Forni
- Amministratore Delegato: Massimo Feira
- Amministratore Delegato: Maurizio Actis
- Direttore Generale: Renato Pasquali
- Direttore Sportivo: Renato Nicolai
- Team Manager: Marco De Benedetto
- Amministratori: Antonio Forni, Massimo Feira, Maurizio Actis, Paolo Umberto Marone, Andrea Guidoni e Bartolo Casalis
- Resp. Marketing: Silvia Carrera
- Resp. Commerciale: Marco Monacelli
- Resp. Comunicazione: Marco Portinaro
- Ufficio Stampa: Roberto Bertellino
- Resp. Segreteria: Ketty Lo Bello

- Medico: Roberto Carlin
- Fisioterapista: Andrea Facchinello
- Osteopata: Christian Calzolari
- Aiuto Fisioterapista: Valerio Frola

## Mercato

### Sessione estiva

#### Arrivi
| Numero di maglia | Ruolo              | Giocatore      | Proveniente da    | Modalità                       | Data      |
| ---------------- | ------------------ | -------------- | ----------------- | ------------------------------ | --------- |
| 53               | Ala grande, Centro | / Ndudi Ebi    | Virtus Roma       | definitivo                     | 28/7/2015 |
| 10               | Playmaker, Guardia | Dawan Robinson | Bamberger         | definitivo                     | 1/8/2015  |
| 14               | Playmaker, Guardia | Bruno Mascolo  | PMS Basketball    | definitivo                     | 3/8/2015  |
| 24               | Guardia            | Andre Dawkins  | S. Falls Skyforce | definitivo                     | 13/8/2015 |
| 3                | Ala grande, Centro | D.J. White     | Fujian Sturgeons  | definitivo                     | 26/8/2015 |
| 21               | Guardia            | Georgi Sirakov | CUS Taranto       | aggregato                      | 28/8/2015 |
| 4                | Ala grande, Centro | Dejan Ivanov   | free agent        | temporaneo fino al 15 dicembre | 28/9/2015 |

#### Partenze
| Ruolo                | Giocatore          | Nuova squadra   | Modalità       | Data          |
| -------------------- | ------------------ | --------------- | -------------- | ------------- |
| Playmaker, Guardia   | Lorenzo Gergati    | Pall. Mantovana | Fine contratto | Fine stagione |
| Playmaker, Guardia   | Kenneth Viglianisi | Trapani Shark   | Fine contratto | Fine stagione |
| Guardia, Ala piccola | Ron Lewis          | Rouen           | Fine contratto | Fine stagione |
| Centro               | Davide Bruttini    | Brescia         | Fine contratto | Fine stagione |
| Centro               | Nikolaj Vangelov   | PMS Basketball  | Fine prestito  | Fine stagione |
| Ala grande           | Tommaso Pichi      | PMS Basketball  | Fine prestito  | Fine stagione |
| Playmaker            | Bruno Mascolo      | PMS Basketball  | Fine prestito  | Fine stagione |
| Playmaker            | Ares Fiore         | PMS Basketball  | Fine prestito  | Fine stagione |
| Guardia              | Mauro Rauti        | PMS Basketball  | Fine prestito  | Fine stagione |

### Durante la stagione

#### Arrivi
| Numero di maglia | Ruolo                   | Giocatore        | Proveniente da   | Modalità   | Data       |
| ---------------- | ----------------------- | ---------------- | ---------------- | ---------- | ---------- |
| 2                | Playmaker, Guardia      | Jerome Dyson     | Free Agent       | definitivo | 23/11/2015 |
| 9                | Playmaker               | / Charlon Kloof  | Rethymno         | definitivo | 12/01/2016 |
| 31               | Ala piccola, Ala grande | Christian Eyenga | Dinamo Sassari   | definitivo | 5/02/2016  |
| 43               | Guardia                 | / Chris Goulding | Melbourne United | definitivo | 22/02/2016 |
|                  | Centro                  | Robert Vujanic   | Free Agent       | definitivo | 18/03/2016 |

#### Partenze
| Ruolo              | Giocatore      | Nuova squadra    | Modalità   | Data       |
| ------------------ | -------------- | ---------------- | ---------- | ---------- |
| Centro             | Dejan Ivanov   | Yeşilgiresun     | definitivo | 15/12/2015 |
| Playmaker          | Georgi Sirakov | Crabs Rimini     | definitivo | 16/12/2015 |
| Playmaker          | Dawan Robinson | Olimpija Lubiana | definitivo | 8/01/2016  |
| Guardia            | Andre Dawkins  | Texas Legends    | definitivo | 22/02/2016 |
| Playmaker, Guardia | Ian Miller     | Scaligera Verona | definitivo | 17/03/2016 |

## Risultati

### Serie A

#### Regular season

##### Girone di andata
| Arbitri: | Tolga Sahin (Messina) Gabriele Bettini (Bologna) Beniamino Manuel Attard (Priolo Gargallo) |

|                                          |            |                                                 |
| Ebi 20 Mancinelli 16 Ivanov, Robinson 10 | Punti      | 20 Aradori 17 Della Valle, Polonara 15 Kaukėnas |
| Mancinelli, Dawkins, Rosselli 2          | Assist     | 3 Aradori, Polonara                             |
| Ebi, Robinson 5                          | Rimbalzi   | 6 Polonara                                      |
| Luca Bechi                               | Allenatori | Massimiliano Menetti                            |

| Arbitri: | Paolo Taurino (Vignola) Gianluca Sardella (Rimini) Maurizio Biggi (Cassina De' Pecchi) |

|                                              |            |                                               |
| Hunt, Cinciarini, Jones 12 Downs 9 Amoroso 8 | Punti      | 14 Dawkins, Ebi 12 Miller 7 Giachetti, Ivanov |
| Giuri 5                                      | Assist     | 3 Ivanov, Miller                              |
| Jones 9                                      | Rimbalzi   | 11 Ivanov                                     |
| Sandro Dell'Agnello                          | Allenatori | Luca Bechi                                    |

| Arbitri: | Alessandro Martolini (Roma) Guido Di Francesco (Teramo) Michele Rossi (Anghiari) |

|                                          |            |                               |
| Ivanov 16 Dawkins 12 Miller, Giachetti 8 | Punti      | 20 Ortner 13 Perić 10 Jackson |
| Robinson 2                               | Assist     | 4 Ruzzier                     |
| Fantoni 9                                | Rimbalzi   | 10 Perić                      |
| Luca Bechi                               | Allenatori | Carlo Recalcati               |

| Arbitri: | Roberto Begnis (Crema) Luca Weidmann (Montagano) Evangelista Caiazza (Arzano) |

|                            |            |                                     |
| Abass 26 Heslip 16 Ross 14 | Punti      | 18 Ivanov 16 Ebi, Robinson 8 Miller |
| Hall 5                     | Assist     | 5 Ivanov, Robinson                  |
| Abass, Ross 9              | Rimbalzi   | 14 Ebi                              |
| Fabio Corbani              | Allenatori | Luca Bechi                          |

| Arbitri: | Dino Seghetti (Livorno) Lorenzo Baldini (Firenze) Martino Galasso (Siena) |

|                                          |            |                             |
| Robinson 21 Mancinelli, Ebi 16 Ivanov 14 | Punti      | 23 McGee 15 Cusin 13 Turner |
| Robinson 5                               | Assist     | 5 Adegboye, McGee           |
| Ebi 7                                    | Rimbalzi   | 7 Biligha, Cusin            |
| Luca Bechi                               | Allenatori | Cesare Pancotto             |

| Arbitri: | Saverio Lanzarini (Bologna) Fabrizio Paglialunga (Massafra) Christian Borgo (Dueville) |

|                                |            |                                    |
| Cavaliero 21 Faye 19 Davies 13 | Punti      | 22 Dawkins 19 Ivanov 15 Mancinelli |
| Ukić 7                         | Assist     | 4 Robinson                         |
| Faye 9                         | Rimbalzi   | 12 Ivanov                          |
| Paolo Moretti                  | Allenatori | Luca Bechi                         |

| Arbitri: | Carmelo Paternicò (Piazza Armerina) Gabriele Bettini (Bologna) Gianluca Calbucci (Pomezia) |

|                                |            |                               |
| Dawkins 23 Miller 20 Ivanov 17 | Punti      | 23 McLean 18 Gentile 13 Simon |
| Dawkins, Robinson 5            | Assist     | 3 Gentile, Hummel             |
| Ivanov 9                       | Rimbalzi   | 8 McLean                      |
| Luca Bechi                     | Allenatori | Jasmin Repeša                 |

| Arbitri: | Gianluca Mattioli (Pesaro) Alessandro Vicino (Argelato) Dario Morelli (Brindisi) |

|                                      |            |                                     |
| Mancinelli 19 Giachetti 14 Miller 12 | Punti      | 18 Jasaitis 15 Oriakhi 9 Laquintana |
| Giachetti, Ivanov 2                  | Assist     | 9 Perl                              |
| Ivanov, Mancinelli 7                 | Rimbalzi   | 5 Basile                            |
| Luca Bechi                           | Allenatori | Giulio Griccioli                    |

| Arbitri: | Roberto Begnis (Crema) Denny Borgioni (Roma) Cristian Borgo (Dueville) |

|                                              |            |                                                     |
| Pascolo, Lockett 19 Wright 17 Baldi Rossi 12 | Punti      | 21 White 13 Dawkins, Mancinelli 11 Giachetti, Dyson |
| Lockett 5                                    | Assist     | 6 Giachetti                                         |
| Pascolo 11                                   | Rimbalzi   | 8 White                                             |
| Maurizio Buscaglia                           | Allenatori | Luca Bechi                                          |

| Arbitri: | Dino Ena Seghetti (Livorno) Gianluca Sardella (Rimini) Fabrizio Paglialunga (Massafra) |

|                             |            |                                          |
| Dyson 23 White 22 Miller 14 | Punti      | 17 Moore 16 Lombardi, Kirk 15 Blackshear |
| Dyson 3                     | Assist     | 11 Moore                                 |
| White 8                     | Rimbalzi   | 10 Kirk                                  |
| Luca Bechi                  | Allenatori | Vincenzo Esposito                        |

| Arbitri: | Enrico Sabetta (Termoli) Emanuele Aronne (Viterbo) Nicola Ranaudo (Milano) |

|                              |            |                             |
| Nunnally 23 Buva 20 Acker 13 | Punti      | 23 Dyson 21 White 12 Miller |
| Leunen 5                     | Assist     | 4 Dyson                     |
| Leunen 9                     | Rimbalzi   | 9 Ebi, White                |
| Stefano Sacripanti           | Allenatori | Luca Bechi                  |

| Arbitri: | Carmelo Paternicò (Piazza Armerina) Lorenzo Baldini (Firenze) Evangelista Caiazza (Arzano) |

|                             |            |                                 |
| Miller 21 White 18 Dyson 16 | Punti      | 26 Logan 20 Varnado 10 Formenti |
| Dyson 3                     | Assist     | 4 Logan                         |
| White 10                    | Rimbalzi   | 7 Formenti, Petway              |
| Francesco Vitucci           | Allenatori | Marco Calvani                   |

| Arbitri: | Gianluca Mattioli (Pesaro) Gabriele Bettini (Bologna) Michele Rossi (Anghiari) |

|                            |            |                                   |
| Banks 17 Scott 13 Gagić 11 | Punti      | 16 Mancinelli 14 White 11 Dawkins |
| Reynolds 4                 | Assist     | 4 Dyson                           |
| Banks 7                    | Rimbalzi   | 11 White                          |
| Piero Bucchi               | Allenatori | Francesco Vitucci                 |

| Arbitri: | Roberto Begnis (Crema) Manuel Mazzoni (Grosseto) Nicola Ranaudo (Milano) |

|                             |            |                                    |
| White 18 Miller 17 Dyson 16 | Punti      | 18 Fontecchio 15 Pittman 12 Vitali |
| White 4                     | Assist     | 7 Gaddy                            |
| White 9                     | Rimbalzi   | 6 Odom, Vitali                     |
| Francesco Vitucci           | Allenatori | Giorgio Valli                      |

| Arbitri: | Enrico Sabetta (Termoli) Massimiliano Filippini (San Lazzaro di Savena) Maurizio Biggi (Cassina de' Pecchi) |

|                                       |            |                                 |
| Daye 21 Christon 13 Shepherd, Ceron 7 | Punti      | 19 White 18 Dyson 12 Mancinelli |
| Daye, Lacey 3                         | Assist     | 3 Dyson                         |
| Daye 10                               | Rimbalzi   | 8 White                         |
| Riccardo Paolini                      | Allenatori | Francesco Vitucci               |

##### Girone di ritorno
| Arbitri: | Saverio Lanzarini (Bologna) Lorenzo Baldini (Firenze) Mauro Belfiore (Napoli) |

|                                       |            |                                             |
| Gentile 19 Polonara 14 Della Valle 11 | Punti      | 20 Rosselli 12 White, Dawkins 10 Mancinelli |
| De Nicolao 7                          | Assist     | 4 Giachetti, Rosselli                       |
| Polonara 8                            | Rimbalzi   | 8 Ebi                                       |
| Massimiliano Menetti                  | Allenatori | Francesco Vitucci                           |

| Arbitri: | Carmelo Paternicò (Piazza Armerina) Alessandro Vicino (Argelato) Michele Rossi (Anghiari) |

|                                            |            |                                     |
| Dawkins 26 White 20 Mancinelli, Rosselli 8 | Punti      | 21 Gaddefors, Downs 14 Hunt 12 Siva |
| Mancinelli 6                               | Assist     | 10 Siva                             |
| White 7                                    | Rimbalzi   | 10 Hunt                             |
| Francesco Vitucci                          | Allenatori | Sandro Dell'Agnello                 |

| Arbitri: | Roberto Begnis (Crema) Massimiliano Filippini (San Lazzaro Di Savena) Denny Borgioni (Roma) |

|                                        |            |                                  |
| Ortner 12 Jackson, Savović 11 Viggiano | Punti      | 13 Mancinelli 12 White 10 Miller |
| Goss 5                                 | Assist     | 4 Miller                         |
| Ortner 10                              | Rimbalzi   | 8 White                          |
| Carlo Recalcati                        | Allenatori | Francesco Vitucci                |

| Arbitri: | Gianluca Mattioli (Pesaro) Fabrizio Paglialunga (Massafra) Dario Morelli (Brindisi) |

|                           |            |                                       |
| Ebi 19 Eyenga 16 White 15 | Punti      | 15 Johnson 14 Hodge 12 Abass, Fesenko |
| Rosselli 7                | Assist     | 7 Ukić                                |
| White 9                   | Rimbalzi   | 12 Fesenko                            |
| Francesco Vitucci         | Allenatori | Sergej Bazarevič                      |

| Arbitri: | Ozge Tolga Sahin (Messina) Mark Bartoli (Trieste) Evangelista Caiazza (Arzano) |

|                                          |            |                                |
| Mian 22 Washington, Turner 14 Dragović 7 | Punti      | 19 White 7 Ebi 6 Eyenga, Kloof |
| Turner 5                                 | Assist     | 2 Rosselli                     |
| Dragović, Washington 13                  | Rimbalzi   | 10 Ebi                         |
| Cesare Pancotto                          | Allenatori | Francesco Vitucci              |

| Arbitri: | Luigi Lamonica (Roseto Degli Abruzzi) Emanuele Aronne (Viterbo) Gianluca Calbucci (Pomezia) |

|                             |            |                               |
| Ebi 24 White 21 Rosselli 10 | Punti      | 21 Kuksiks 20 Campani 14 Faye |
| Dyson 5                     | Assist     | 5 Wright                      |
| White 9                     | Rimbalzi   | 7 Davies                      |
| Francesco Vitucci           | Allenatori | Paolo Moretti                 |

| Arbitri: | Saverio Lanzarini (Bologna) Guido Federico Di Francesco (Teramo) Dario Morelli (Brindisi) |

|                                  |            |                                         |
| Simon 19 Lafayette 18 Sanders 16 | Punti      | 23 White 15 Mancinelli, Eyenga 14 Dyson |
| Simon 7                          | Assist     | 7 Dyson                                 |
| McLean 9                         | Rimbalzi   | 11 White                                |
| Jasmin Repeša                    | Allenatori | Francesco Vitucci                       |

| Arbitri: | Gianluca Mattioli (Pesaro) Gianluca Sardella (Rimini) Denny Borgioni (Roma) |

|                                               |            |                                 |
| Jasaitis 21 Laquintana, Oriakhi 11 Nicević 10 | Punti      | 21 Dyson 14 Mancinelli 10 White |
| Laquintana 5                                  | Assist     | 2 Goulding, Kloof, White        |
| Oriakhi 9                                     | Rimbalzi   | 11 White                        |
| Gennaro Di Carlo                              | Allenatori | Francesco Vitucci               |

| Arbitri: | Tolga Sahin (Messina) Luca Weidmann (Campobasso) Michele Rossi (Anghiari) |

|                                 |            |                                         |
| Ebi 24 Eyenga, White 12 Dyson 8 | Punti      | 20 Lockett 13 Wright 12 Sutton, Pascolo |
| Giachetti 6                     | Assist     | 2 Forray, Lockett, Pascolo              |
| Ebi 10                          | Rimbalzi   | 9 Wright                                |
| Francesco Vitucci               | Allenatori | Maurizio Buscaglia                      |

| Arbitri: | Saverio Lanzarini (Bologna) Emanuele Aronne (Viterbo) Mark Bartoli (Trieste) |

|                               |            |                                 |
| Czyż 18 Kirk 15 Blackshear 11 | Punti      | 25 White 17 Dyson 10 Mancinelli |
| Moore 10                      | Assist     | 5 Dyson                         |
| Kirk 9                        | Rimbalzi   | 14 White                        |
| Vincenzo Esposito             | Allenatori | Francesco Vitucci               |

| Arbitri: | Carmelo Paternicò (Piazza Armerina) Gianluca Sardella (Rimini) Fabrizio Paglialunga (Massafra) |

|                                  |            |                              |
| Dyson 25 Eyenga 15 Ebi, White 13 | Punti      | 18 Nunnally 15 Acker 14 Buva |
| Dyson 4                          | Assist     | 5 Acker                      |
| White 9                          | Rimbalzi   | 6 Acker                      |
| Francesco Vitucci                | Allenatori | Stefano Sacripanti           |

| Arbitri: | Paolo Taurino (Vignola) Manuel Mazzoni (Grosseto) Carmelo Lo Guzzo (Pisa) |

|                                         |            |                                       |
| Akognon 30 Logan 19 Formenti, Stipčević | Punti      | 24 Dyson 19 Eyenga 12 Goulding, White |
| Logan 10                                | Assist     | 7 Giachetti                           |
| Stipčević, Varnado                      | Rimbalzi   | 6 White                               |
| Federico Pasquini                       | Allenatori | Francesco Vitucci                     |

| Arbitri: | Roberto Begnis (Crema) Dino Ena Seghetti (Livorno) Gianluca Calbucci (Pomezia) |

|                             |            |                              |
| Dyson 29 White 15 Eyenga 12 | Punti      | 25 Banks 11 Scott 10 Anosike |
| Mancinelli 4                | Assist     | 3 Banks                      |
| White 9                     | Rimbalzi   | 14 Anosike                   |
| Francesco Vitucci           | Allenatori | Piero Bucchi                 |

| Arbitri: | Carmelo Paternicò (Piazza Armerina) Manuel Mazzoni (Grosseto) Luca Weidmann (Montagano) |

|                                   |            |                                      |
| Mazzola 16 Fontecchio 14 Gaddy 12 | Punti      | 11 White, Dyson 10 Rosselli 7 Eyenga |
| Fontecchio, Gaddy 3               | Assist     | 2 Dyson, Eyenga                      |
| Mazzola 10                        | Rimbalzi   | 6 White                              |
| Giorgio Valli                     | Allenatori | Francesco Vitucci                    |

| Arbitri: | Luigi Lamonica (Roseto degli Abruzzi) Alessandro Martolini (Roma) Maurizio Biggi (Cassina de' Pecchi) |

|                                                            |            |                                     |
| White 23 Mancinelli 15 Dyson, Giachetti, Kloof, Rosselli 9 | Punti      | 25 Daye 15 Christon 8 Lacey, Lydeka |
| Giachetti 4                                                | Assist     | 7 Christon                          |
| White 11                                                   | Rimbalzi   | 8 Daye                              |
| Francesco Vitucci                                          | Allenatori | Riccardo Paolini                    |

## Statistiche

### Statistiche di squadra
| Competizione | Punti | In casa | In casa | In casa | In casa | In casa | In trasferta | In trasferta | In trasferta | In trasferta | In trasferta | Totale | Totale | Totale | Totale | Totale | Totale |
| Competizione | Punti | G       | V       | P       | PF      | PS      | G            | V            | P            | PF           | PS           | G      | V      | P      | PF     | PS     | DIF    |
| ------------ | ----- | ------- | ------- | ------- | ------- | ------- | ------------ | ------------ | ------------ | ------------ | ------------ | ------ | ------ | ------ | ------ | ------ | ------ |
| Serie A      | 22    | 15      | 8       | 7       | 1165    | 1195    | 15           | 3            | 12           | 1096         | 1206         | 30     | 11     | 19     | 2261   | 2401   | -140   |

### Statistiche dei giocatori
| Giocatore     | Serie A | Serie A | Serie A | Serie A | Coppa Italia | Coppa Italia | Coppa Italia | Coppa Italia | Totale | Totale | Totale | Totale |
| Giocatore     | PG      | PTI     | AST     | RIM     | PG           | PTI          | AST          | RIM          | PG     | PTI    | AST    | RIM    |
| ------------- | ------- | ------- | ------- | ------- | ------------ | ------------ | ------------ | ------------ | ------ | ------ | ------ | ------ |
| J. Dyson      | 18      | 284     | 56      | 52      | 0            | 0            | 0            | 0            | 18     | 284    | 56     | 52     |
| D. J. White   | 21      | 364     | 24      | 185     | 0            | 0            | 0            | 0            | 21     | 364    | 24     | 185    |
| D. Ivanov     | 9       | 118     | 15      | 61      | 0            | 0            | 0            | 0            | 9      | 118    | 15     | 61     |
| J. Giachetti  | 29      | 117     | 52      | 43      | 0            | 0            | 0            | 0            | 29     | 117    | 52     | 43     |
| S. Mancinelli | 27      | 259     | 38      | 107     | 0            | 0            | 0            | 0            | 27     | 259    | 38     | 107    |
| G. Rosselli   | 27      | 153     | 43      | 84      | 0            | 0            | 0            | 0            | 27     | 153    | 43     | 84     |
| T. Fantoni    | 11      | 21      | 2       | 27      | 0            | 0            | 0            | 0            | 11     | 21     | 2      | 27     |
| C. Kloof      | 15      | 67      | 18      | 28      | 0            | 0            | 0            | 0            | 15     | 67     | 18     | 28     |
| D. Robinson   | 8       | 76      | 24      | 35      | 0            | 0            | 0            | 0            | 8      | 76     | 24     | 35     |
| B. Mascolo    | 5       | 0       | 2       | 0       | 0            | 0            | 0            | 0            | 5      | 0      | 2      | 0      |
| A. Dawkins    | 20      | 193     | 20      | 48      | 0            | 0            | 0            | 0            | 20     | 193    | 20     | 48     |
| C. Eyenga     | 12      | 127     | 15      | 36      | 0            | 0            | 0            | 0            | 12     | 127    | 15     | 36     |
| C. Goulding   | 10      | 42      | 12      | 19      | 0            | 0            | 0            | 0            | 10     | 42     | 12     | 19     |
| I. Miller     | 20      | 185     | 32      | 36      | 0            | 0            | 0            | 0            | 20     | 185    | 32     | 36     |
| N. Ebi        | 28      | 275     | 18      | 160     | 0            | 0            | 0            | 0            | 28     | 275    | 18     | 160    |